# Panamerikanische Spiele (Badminton)
Badmintonwettkämpfe werden bei den Panamerikaspielen seit 1995 ausgetragen. Die USA und Kanada dominierten bisher die Titelkämpfe bis 2011. Nur die Jamaikanerin Nigella Saunders und der Guatemalteke Kevin Cordón konnten bisher die Phalanx der Nordamerikaner durchbrechen und einen Titel erringen.

## Die Sieger
| Saison | Herreneinzel  | Dameneinzel      | Herrendoppel                     | Damendoppel                       | Mixed                              |
| ------ | ------------- | ---------------- | -------------------------------- | --------------------------------- | ---------------------------------- |
| 1995   | Jaimie Dawson | Denyse Julien    | Anil Kaul Iain Sydie             | Denyse Julien Si-an Deng          | Iain Sydie Denyse Julien           |
| 1999   | Kevin Han     | Yeping Tang      | Brent Olynyk Iain Sydie          | Robbyn Hermitage Milaine Cloutier | Iain Sydie Denyse Julien           |
| 2003   | Mike Beres    | Nigella Saunders | Howard Bach Kevin Han            | Charmaine Reid Helen Nichol       | Philippe Bourret Denyse Julien     |
| 2007   | Mike Beres    | Eva Lee          | Mike Beres William Milroy        | Eva Lee Mesinee Mangkalakiri      | Howard Bach Eva Lee                |
| 2011   | Kevin Cordón  | Michelle Li      | Tony Gunawan Howard Bach         | Alex Bruce Michelle Li            | Toby Ng Grace Gao                  |
| 2015   | Kevin Cordón  | Michelle Li      | Phillip Chew Sattawat Pongnairat | Eva Lee Paula Obanana             | Phillip Chew Jamie Subandhi        |
| 2019   | Ygor Coelho   | Michelle Li      | Jason Ho-Shue Nyl Yakura         | Rachel Honderich Kristen Tsai     | Joshua Hurlburt-Yu Josephine Wu    |
| 2023   | Brian Yang    | Zhang Beiwen     | Adam Dong Nyl Yakura             | Catherine Choi Josephine Wu       | Ty Alexander Lindeman Josephine Wu |